# Jan Dubický
Jan Dubický (29. listopadu 1884 Černožice – 11. února 1953 Praha) byl československý politik a poslanec meziválečného Národního shromáždění za Republikánskou stranu zemědělského a malorolnického lidu (agrárníky).

## Biografie
Byl redaktorem agrárnického týdeníku Plzeňský kraj a Obrana lidu. Založil Hospodářské družstvo v Mladé Boleslavi a rolnickou mlékárnu v Čejetičkách. Roku 1926 se stal prvním místopředsedou Ústřední sociální pojišťovny. Angažoval se v politickém životě. Za první republiky byl členem městské rady v Mladé Boleslavi.
Profesí byl „zem. insp. ústřed. před. čs. Domova“. Podle údajů z roku 1935 bydlel v Mladé Boleslavi.
V letech 1918–1920 zasedal v Revolučním národním shromáždění. V parlamentních volbách v roce 1920 se stal poslancem Národního shromáždění a mandát obhájil ve všech následujících volbách, tedy v parlamentních volbách v roce 1925, parlamentních volbách v roce 1929 i parlamentních volbách v roce 1935. Poslanecké křeslo si oficiálně podržel do zrušení parlamentu roku 1939, přičemž v prosinci 1938 ještě přestoupil do poslaneckého klubu nově ustavené Strany národní jednoty.